# 顾怡生

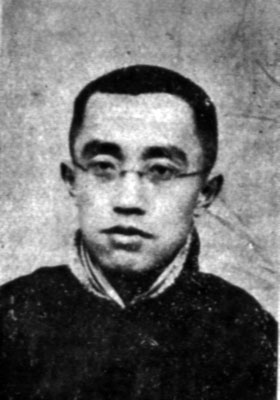

顾怡生（1882年—1955年），名公毅，江苏省南通人。中华人民共和国政治人物、教育家。
毕业于通州师范（今南通高等师范学校）首届毕业生。1906年，留校任教，不久任教务主任。抗日战争后以校董身份重建师范，后任南通市各界人民代表会议第一届协商委员会副主席，江苏省第一届人民代表大会代表，江苏省文史馆馆员等职。有子顾民元。